# Paul Meany
Pour les articles homonymes, voir Meany.
 (juin 2024).
La mise en forme du texte ne suit pas les recommandations de Wikipédia : il faut le « wikifier ».
Les points d'amélioration suivants sont les cas les plus fréquents. Le détail des points à revoir est peut-être précisé sur la page de discussion.
- Les titres sont pré-formatés par le logiciel. Ils ne sont ni en capitales, ni en gras.
- Le texte ne doit pas être écrit en capitales (les noms de famille non plus), ni en gras, ni en italique, ni en « petit »…
- Le gras n'est utilisé que pour surligner le titre de l'article dans l'introduction, une seule fois.
- L'italique est rarement utilisé : mots en langue étrangère, titres d'œuvres, noms de bateaux, etc.
- Les citations ne sont pas en italique mais en corps de texte normal. Elles sont entourées par des guillemets français : « et ».
- Les listes à puces sont à éviter, des paragraphes rédigés étant largement préférés. Les tableaux sont à réserver à la présentation de données structurées (résultats, etc.).
- Les appels de note de bas de page (petits chiffres en exposant, introduits par l'outil «  Source ») sont à placer entre la fin de phrase et le point final[comme ça].
- Les liens internes (vers d'autres articles de Wikipédia) sont à choisir avec parcimonie. Créez des liens vers des articles approfondissant le sujet. Les termes génériques sans rapport avec le sujet sont à éviter, ainsi que les répétitions de liens vers un même terme.
- Les liens externes sont à placer uniquement dans une section « Liens externes », à la fin de l'article. Ces liens sont à choisir avec parcimonie suivant les règles définies. Si un lien sert de source à l'article, son insertion dans le texte est à faire par les notes de bas de page.
- La présentation des références doit suivre les conventions bibliographiques. Il est recommandé d'utiliser les modèles {{Ouvrage}}, {{Chapitre}}, {{Article}}, {{Lien web}} et/ou {{Bibliographie}}. Le mode d'édition visuel peut mettre en forme automatiquement les références.
- Insérer une infobox (cadre d'informations à droite) n'est pas obligatoire pour parachever la mise en page.

Pour une aide détaillée, merci de consulter Aide:Wikification.
Si vous pensez que ces points ont été résolus, vous pouvez retirer ce bandeau et améliorer la mise en forme d'un autre article.
Paul Meany, né le 2 juillet 1976, est un auteur-compositeur-interprète et producteur américain. Il est surtout connu pour avoir travaillé avec le groupe de musique Twenty One Pilots, dont il a produit les derniers albums. Il a également produit pour Pierce the Veil et Yungblud.
En dehors de la production, il est surtout connu pour être le chanteur et claviériste du projet de rock alternatif Mutemath, dont il est l'unique membre depuis 2017.

## Carrière
Sous le pseudonyme "Math" (le précurseur de Mutemath), Paul Meany a remixé la chanson J Train du premier album studio de TobyMac, Momentum (2001). Le remix est alors apparu comme le premier morceau de l'album Re: Mix Momentum (2003) de TobyMac, sous le nom J Train - Math Remix et comprenait des voix de Meany.
Meany a travaillé sur de nombreux projets en dehors de Mutemath, produisant des morceaux pour le groupe Forenn, ainsi que le premier EP de Jonathan Allen, un ancien membre de Mutemath. Meany était le chanteur vedette du single Breaking Kind de Steve Angello sorti le 4 août 2017 ainsi que du single "Higher Love" de Seven Lions et Jason Ross sorti le 13 janvier 2017.
Après la séparation de Mutemath et de Warner Bros. Records en 2015, Meany a lancé son propre label indépendant, Wojtek Records, basé à New York. Les quatrième et cinquième albums complets de Mutemath et les projets de remix ultérieurs ont tous été publiés via Wojtek, en partenariat avec Caroline Records.
Meany était l'un des cofondateurs du label indépendant Teleprompt Records, depuis dissous. Avant de former Mutemath avec le batteur Darren King, Meany était le claviériste et le choriste du groupe de rock Earthsuit et a travaillé avec Adam LaClave aux debuts de son groupe de rock, Macrosick.
En 2003, Meany a collaboré sur un album intitulé Elevator Music, sorti par l'église Victory avant l'ouragan Katrina, et a ensuite été utilisé en tant que collecte de fonds pour soutenir les victimes de la catastrophe. L'album, comprenant quinze morceaux de culte contemporain, a été enregistré en direct à la Victory Fellowship Church, avec Meany au chant principal.

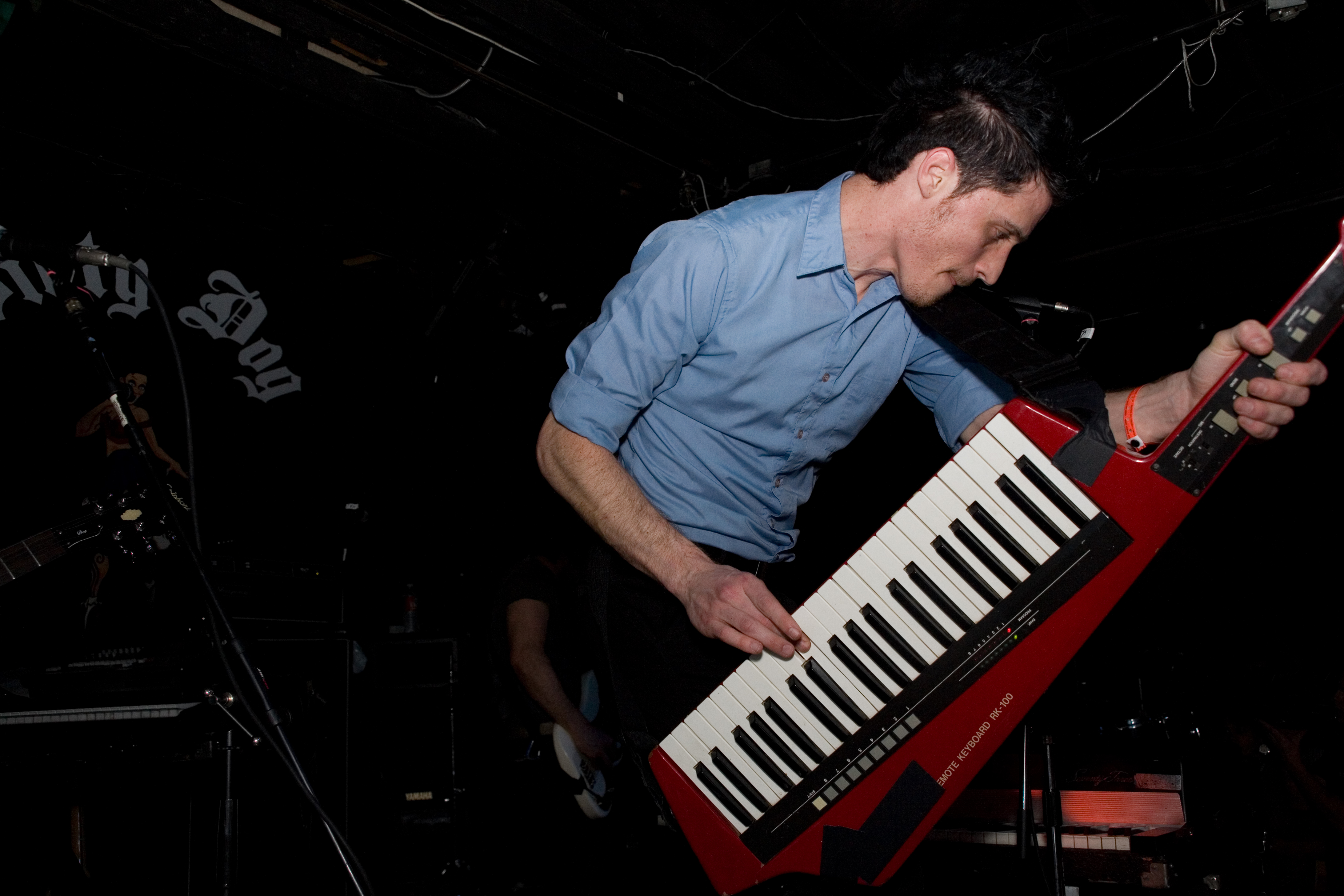
Meany utilisant son keytar lors d'un concert en 2007

Meany a contribué à la production d'une grande partie du cinquième album studio de Twenty One Pilots, Trench (2018),. Il a également contribué au single « Level of Concern », sorti en 2020, qui a été enregistré et sorti au début de la pandémie de COVID-19 aux États-Unis. Meany a déjà travaillé avec le duo aux côtés de ses anciens camarades du groupe pour « réimaginer » et produire l'EP TOPxMM (2016), qui comprenait des versions réinventées de quatre chansons de leur quatrième album studio Blurryface (2015), ainsi que le single « Heathens », sous forme de vidéo en direct de 20 minutes des groupes le jouant ensemble en studio. Il a participé à la production du sixième album studio du duo, Scaled and Icy (2021), a fait partie du groupe de tournées associées à l'album et a également participé en tant que directeur musical pour celles-ci. Enfin, il a coproduit leur septième album studio Clancy (2024) dans son intégralité.
Meany a également produit "Creature", le morceau de clôture du premier album du groupe de rock indépendant Half Alive, Now, Not Yet (2019). En 2020 et 2021, Meany a travaillé avec le groupe de rock The Blue Stones, produisant leur deuxième album Hidden Gems (2021).
Meany a aidé à produire le cinquième album studio du groupe de post-hardcore californien Pierce the Veil, The Jaws of Life (2023) dans son intégralité, qui a culminé à la 14e place du Billboard 200.